# Кукайн, Рита Александровна
Рита Александровна Кукайн (латыш. Rita Kukaine, 1922—2011) — советский учёный-вирусолог и иммунолог. Лауреат Государственной премии СССР (1979). Академик АН Латвийской ССР. Депутат Совета Союза Верховного Совета СССР 11 созыва (1984—1989) от Латвийской ССР.

## Биография
Родилась в Петрограде в латышской семье, которая после Великой Отечественной войны переехала в Латвию.
Окончила медицинский факультет Латвийского университета (1946) с отличием и получила специальность врача. С 1947 по 1950 год училась в аспирантуре медицинского факультета.
В 1948 году вступила в КПСС.
В 1950—1952 годах — заведующая лабораторией Научно-исследовательского института травматологии и ортопедии Министерства здравоохранения Латвийской ССР.
Работала в институте микробиологии АН Латвийской ССР (с 1952 года — заместитель директора, с 1962 — директор), в 1955 году организовала и возглавила в этом институте лабораторию интеграционной вирусологии (с 1968 года — профессор).
В 1961 году защитила докторскую диссертацию в Рижском медицинском институте на тему профилактики и лечения полиомиелита.
В лаборатории Р. Кукайн была разработана технология промышленного синтеза лизина для животноводства. Эта технология была внедрена на Ливанском опытном биохимическом заводе в Латвии, строительство которого началось в 1965 году.
В 1968 году латвийские вирусологи во главе с академиком Кукайн выделили возбудителя лейкоза, распространённого в республике среди коров бурой латвийской породы и назвали его БЛВ (бычий лейкозный вирус). На молекулярном уровне изучался процесс внедрения в клетку БЛВ, который с помощью фермента обратная транскриптаза синтезирует инфекционную форму ДНК клетки.
Таким образом, под руководством Риты Кукайн была создана противолейкозная вакцина.
В 1973 году Рита Александровна получила премию имени А. Кирхенштейна.
За цикл работ в программе «Обратная транскриптаза (ревертаза)» группа учёных СССР, а также учёные из Чехословакии и ГДР были в 1979 году удостоены Государственной премии СССР.
В середине 1980-х годов избрана депутатом Верховного совета Латвийской ССР. Поддержала движение за национальное возрождение Латвии — Атмоду, с 1989 по 1991 год представляла Народный фронт Латвии в Верховном совете. За это была награждена Орденом Трех звезд 4 мая 2010 года.

## Научные исследования
Основные научные исследования посвящены этиологии, иммунологии, эпидемиологии полиомиелита и вирусных болезней. Работала над созданием живой вакцины против полиомиелита. Исследовала вирусную этиологию злокачественных новообразований, естественные механизмы защиты организма против вирусной инфекции и возможности индукции интерферона. Изучала проблему взаимоотношения вируса и клетки. Разрабатывала методы виротерапии опухолей, химиотерапии вирусных инфекций. Изучала этиологию лейкоза у человека и животных. Главный редактор ежегодных выпусков «Взаимоотношение вирусов и клетки».

## Семья
- Муж — академик Виктор Константинович Калнберз.
- Сын — Константин Викторович Калнберз, хирург-ортопед.

## Награды
- орден Трудового Красного Знамени (1976)
- Государственная премия СССР (1979)[4]
- орден Трёх звёзд IV степени (2010)